# Guillaume François d'Aigremont
Pour les articles homonymes, voir Aigremont.
Guillaume François d'Aigremont ou encore Daigremont, né le 1er avril 1770 à Paris, mort dans la même ville le 7 janvier 1827, était un général de cavalerie de la Révolution française et du Premier Empire.

## Biographie
Il sert en qualité de soldat avant la révolution française dans le régiment de La Rochefoucauld-Dragons (11e de ligne), du 1er juin 1788 jusqu'au 3 mars 1790. De retour à Paris au moment de l'organisation des volontaires nationaux, il est nommé sous-lieutenant dans le 2e bataillon de volontaires de Paris le 20 juillet 1791, lieutenant le 10 janvier 1792, et donne sa démission pour entrer, en qualité de sous-lieutenant dans le 20e régiment de cavalerie (ci-devant Royal-Champagne-Cavalerie) le 23 du même mois.
Envoyé alors à l'armée du Centre, et l'année suivante à celle du Nord, il y obtient le grade de lieutenant le 1er avril 1793. Peu après, il entreprend deux actions d'une audace peu commune qui font présager pour leur auteur un glorieux avenir. Tout d'abord le 5 avril, il pénètre seul dans le village de Roncq, entre Lille et Menin, gardé par 600 hussards, et tue leur colonel d'un coup de pistolet, au moment où celui-ci donne l'ordre de monter à cheval. Puis le 14 juillet suivant, après un combat opiniâtre, il est assez heureux pour arracher un prisonnier français des mains des Autrichiens, lorsque, saisi lui-même par 15 hussards du régiment de Barkow, il parvient à leur échapper après une lutte terrible et à sauver son camarade. Le général en chef Dampierre, témoin de cet acte de courage, le met à l'ordre du jour de l'armée, et en rend compte à la Convention qui nomme Daigremont capitaine le 6 avril 1794. Il sert ensuite aux armées des Ardennes et de Sambre-et-Meuse en 1796 et 1797.
En l'an IV, sur le Hunsrück, il s'empare d'une pièce d'artillerie française enlevée dans l'action par des hussards de Kaisers et dégage une compagnie d'artillerie légère coupée de sa division. Aux environs de Guimmenden, il combat seul contre 30 cavaliers ennemis. Il cesse d'être employé du 30 octobre 1797 au 7 décembre 1798. Lorsque la guerre éclate de nouveau avec l'Autriche, il est nommé le 1er nivôse an VIII aide de camp du général de division Gobert, qu'il suit à l'armée de réserve. À la bataille de Marengo, il arrête presque seul, et pendant quelques minutes, une colonne de 1 300 cavaliers, reçoit plusieurs coups de sabre sur la tête et est fait prisonnier sur la fin de la journée ; mais sa captivité ne dure que deux heures. Le 19 vendémiaire an X, il rentre au 20e régiment de cavalerie comme chef d'escadron et est incorporé avec son régiment le 18 germinal an XI dans le 14e de cavalerie (28e de dragons) ; mis à la suite, il devient titulaire par son passage au 8e de cuirassiers le 2 février 1804 et est fait membre de la Légion d'honneur le 14 juin suivant. Il participe aux campagnes d'Autriche, de Prusse et de Pologne en 1805 et 1806.
Major au 1er régiment de cuirassiers le 27 avril 1807, il est nommé colonel du 13e de l'arme le 13 février 1809. Il rejoint immédiatement les escadrons de guerre en Espagne et se trouve le 15 juin à la Bataille de Maria-Belchite, où il fournit plusieurs charges victorieuses contre les Espagnols. Officier de la Légion d'honneur le 8 juillet 1809 à la suite de cette affaire, il prend part le 25 novembre à l'expédition du mont Tremendad et reçoit au retour les félicitations du général Suchet.
L'année suivante, au siège et à la prise de Lérida le 14 mai, sa conduite à la tête du 13e de cuirassiers lui vaut de nouveaux éloges et bientôt après le titre de baron. Général de brigade le 10 avril 1813, il contribue le 25 juin suivant, par une marche forcée de quinze lieues faite le même jour, à faire échouer les projets des Anglais sur Valence. Contraint de rentrer en France le 29 septembre par le mauvais état de sa santé, il est nommé le 18 décembre commandant du département de la Somme. La Restauration, qui le maintient dans ce poste, le fait chevalier de Saint-Louis le 26 août 1814.
Mis en disponibilité le 3 avril 1815 et employé à l'inspection de la cavalerie le 28 mai, il est choisi par Louis XVIII pour commander le département de l'Allier le 1er septembre suivant. Passé dans la 21e division militaire le 13 novembre 1818, il y obtient le commandement de la 2e subdivision le 22 avril 1818, passe à celui de la 1re subdivision le 29 avril 1820 et est admis à la retraite le 17 décembre 1826.
Le général d'Aigremont meurt à Paris le 7 janvier 1827 et est inhumé au cimetière du Père-Lachaise (53e division).

## Distinctions
- 6 avril 1794 : Citation à l'ordre de l'armée du Nord
- 14 juin 1804 :  Chevalier de la Légion d'honneur
- 8 juillet 1809 :  Officier de la Légion d'honneur
- 1810 : Baron d'Empire
- 26 août 1814 :  Chevalier de l'ordre royal et militaire de Saint-Louis

## Titres
- Chevalier d'Aigremont (alias Daigremont) et de l'Empire (lettres patentes du 13 février 1811) ;
- Baron d'Aigremont et de l'Empire (nouvelles lettres du 25 mai 1811 ;
- Donataire revenus : 4 000 francs) sur le Hanovre le 14 juin 1810, et sur le Trasimène le 2 mars 1811 ;
- Confirmation du titre de baron héréditaire (lettres patentes du 30 décembre 1819) ;

## Armoiries
| Figure | Blasonnement |
|        | Armes du chevalier d'Aigremont (alias Daigremont) et de l'Empire (lettres patentes du 13 février 1811) D'or au pal de gueules, chargé du signe des membres légionnaires, accosté à dextre d'un rocher de six coupeaux de sable, surmonté d'une étoile d'azur, et à senestre d'une cuirasse d'azur, traversée en pal par un sabre de gueules.      |
|        | Armes du baron d'Aigremont et de l'Empire D'or, au pal de gueules, adextré d'un rocher de six coupeaux de sable, mouv. de la pointe, surmonté d'une étoile d'azur, et senestrés d'un plastron (cuirasse) d'azur doublé de sable, enfilé d'un sabre de gueules, en pal, la pointe en haut ; au canton des Barons militaires de l'Empire brochant., |
|        | Armes de baron héréditaire sous la Restauration D'or, au pal de gueules, accosté à dextre d'un rocher de six coupeaux, 1, 2, 3, de sable, surmonté d'une étoile d'azur, et à sénestre d'une cuirasse d'azur, traversée en pal d'un sabre de gueules.,                                                                                             |

## Source
« Guillaume François d'Aigremont », dans Charles Mullié, Biographie des célébrités militaires des armées de terre et de mer de 1789 à 1850, 1852 [détail de l’édition]